# Błeszno (jezioro)
Błeszno (Bronków, niem. Bloch See) – jezioro we wsi Bronków, gminie Bobrowice, powiecie krośnieńskim, województwie lubuskim. Nad północnym brzegiem jeziora leży letniskowa wieś Kołatka.

## Położenie
- makroregion – Wzniesienia Zielonogórskie
- mezoregion – Wzniesienia Gubińskie
- zlewnia – Olsza (Jeziornica) – Łomianka – Odra – Bałtyk
- wysokość m n.p.m.- 61,0 m
- powierzchnia wyspy – 0,1 ha
- linia brzegowa ogółem – 4275 m
- linia brzegowa wyspy – 220 m

## Charakterystyka
Jezioro pochodzenia polodowcowego, zasilane wodami podziemnymi oraz wodami powierzchniowymi spływającymi rowami melioracyjnymi z przyległych łąk. Zlewnia o powierzchni 2,5 km² jest częściowo zarośnięta suchym borem sosnowym, a częściowo zajęta przez łąki i pola uprawne. Brzegi jeziora częściowo porośnięte są pasem roślinności nawodnej o szerokości 5–15 m. W północnej części znajduje się półwysep porośnięty olchami oraz roślinnością bagienną. Otacza go szeroki pas oczeretów. W pobliżu południowego brzegu znajduje się mała wyspa. Dno zbiornika ma podłoże piaszczysto-muliste lub muliste porośnięte roślinnością, głównie moczarką kanadyjską, rogatkiem sztywnym i wywłócznikiem. W jeziorze występuje karp, amur, tołpyga, szczupak, lin, płoć, leszcz, sum, sandacz i węgorz. Jezioro pod względem wskaźników fizykochemicznych charakteryzuje się wodą II klasy czystości. Pod względem bakteriologicznym wody jeziora są bardzo czyste i odpowiadają I klasie czystości (dane z 1996 roku). Jezioro dopuszczone w 2005 roku przez Wojewódzki Inspektorat Ochrony Środowiska (WIOŚ) do kąpieli, rekreacji i uprawiania sportów wodnych. Z jeziora wypływa rzeka Olsza (inne nazwy Olcha lub Jeziornica).